# Thomas og hans venner
Thomas og hans venner eller Thomas og vennerne, Lokomotivet Thomas og hans venner (engelsk: Thomas & Friends) er en engelsk underholdnings tv-serie for børn om. Serien er baseret på The Railway Series af Wilbert Awdry og hans søn Christopher, og skabt af Britt Allcroft. Serien handler om lokomotivet Thomas og hans venner på den fiktive ø Øen Sodor. Den blev første gang sendt i England i 1984, og bliver fortsat produceret. Den bliver udgivet i en dansk version, udgivet af SF Film (Filmcompagniet).

## Serieoversigt
| Serie | Serie | Afsnit |
| ----- | ----- | ------ |
|       | 1     | 26     |
|       | 2     | 26     |
|       | 3     | 26     |
|       | 4     | 26     |
|       | 5     | 26     |
|       | 6     | 26     |
|       | 7     | 26     |
|       | 8     | 26     |
|       | 9     | 26     |
|       | 10    | 28     |
|       | 11    | 26     |
|       | 12    | 20     |
|       | 13    | 20     |
|       | 14    | 20     |
|       | 15    | 20     |
|       | 16    | 20     |
|       | 17    | 26     |
|       | 18    | 26     |
|       | 19    | 26     |
|       | 20    | 28     |
|       | 21    | 18     |
|       | 22    | 26     |
|       | 23    | 23     |
|       | 24    | 23     |

### Udgivelse af afsnit fra sæson 13
| Nummer | Afsnittets titel                 | Originaltitel                 | TV-sæson | Afsnitsnummer | DVD-udgivelsens titel | DVD-udgivelsesdato |
| ------ | -------------------------------- | ----------------------------- | -------- | ------------- | --------------------- | ------------------ |
| 1      | "Knirkende Cranky"               | "Creaky Cranky"               | 13       | 1             | Knirkende Cranky      | 7. maj 2013        |
| 2      | "Sikke en fjollet farve!"        | "Tickled Pink"                | 13       | 3             | Knirkende Cranky      | 7. maj 2013        |
| 3      | "Kontrolchefens dobbelgænger"    | "Double Trouble"              | 13       | 4             | Knirkende Cranky      | 7. maj 2013        |
| 4      | "Tidligt på færde"               | "The Early Bird"              | 13       | 6             | Knirkende Cranky      | 7. maj 2013        |
| 5      | "I røg og damp"                  | "Steamy Sodor"                | 13       | 14            | Knirkende Cranky      | 7. maj 2013        |
| 6      | "Thomas' skægge skorsten"        | "Slippy Sodor"                | 13       | 5             | Sprøjt, sjask, pjask  | 1. august 2013     |
| 7      | "Fart over feltet"               | "Play Time"                   | 13       | 7             | Sprøjt, sjask, pjask  | 1. august 2013     |
| 8      | "Et skønt rod"                   | "A Blooming Mess"             | 13       | 12            | Sprøjt, sjask, pjask  | 1. august 2013     |
| 9      | "Sprøjt, sjask, plask"           | "Splish, Splash, Splosh!"     | 13       | 15            | Sprøjt, sjask, pjask  | 1. august 2013     |
| 10     | "Vinterbøvl"                     | "Snow Tracks"                 | 13       | 17            | Sprøjt, sjask, pjask  | 1. august 2013     |
| 11     | "Percys pakke"                   | "Percy's Parcel"              | 13       | 10            | Dragen der fløj væk   | 6. februar 2014    |
| 12     | "Tobys nye fløjte"               | "Toby's New Whistle"          | 13       | 11            | Dragen der fløj væk   | 6. februar 2014    |
| 13     | "Thomas og dragen, der fløj væk" | "Thomas and the Runaway Kite" | 13       | 13            | Dragen der fløj væk   | 6. februar 2014    |
| 14     | "En ganske særlig gave"          | "The Biggest Present of All"  | 13       | 16            | Dragen der fløj væk   | 6. februar 2014    |
| 15     | "Et slidsomt bijob"              | "Buzzy Bees"                  | 13       | 19            | Dragen der fløj væk   | 6. februar 2014    |
| 16     | "Løven fra Sodor"                | "The Lion of Sodor"           | 13       | 2             | Løven fra Sodor       | 1. maj 2014        |
| 17     | "Thomas og grisene"              | "Thomas and the Pigs"         | 13       | 8             | Løven fra Sodor       | 1. maj 2014        |
| 18     | "Læsedagen"                      | "Time for a Story"            | 13       | 9             | Løven fra Sodor       | 1. maj 2014        |
| 19     | "Henrys gode gerninger"          | "Henry's Good Deeds"          | 13       | 18            | Løven fra Sodor       | 1. maj 2014        |
| 20     | "Hjælpsomme Hiro"                | "Hiro Helps Out"              | 13       | 20            | Løven fra Sodor       | 1. maj 2014        |

### Udgivelse af afsnit fra sæson 14
| Nummer | Afsnittets titel                 | Originaltitel                  | TV-sæson | Afsnitsnummer | DVD-udgivelse           | DVD-udgivelsesdato |
| ------ | -------------------------------- | ------------------------------ | -------- | ------------- | ----------------------- | ------------------ |
| 1      | "Thomas' høje ven"               | "Thomas' Tall Friend"          | 14       | 1             | Den dyre-bare last      | 7. august 2014     |
| 2      | "Charlie og Edward"              | "Charlie and Eddie"            | 14       | 4             | Den dyre-bare last      | 7. august 2014     |
| 3      | "Henry's sikkerhed og sundhed"   | "Henry's Health and Safety"    | 14       | 6             | Den dyre-bare last      | 7. august 2014     |
| 4      | "Diesels særleverance"           | "Diesel's Special Delivery"    | 14       | 7             | Den dyre-bare last      | 7. august 2014     |
| 5      | "Thomas overtager kommandoen"    | "Thomas in Charge"             | 14       | 10            | Den dyre-bare last      | 7. august 2014     |
| 6      | "Henry's mystiske kasse"         | "Henry's Magic Box"            | 14       | 20            | Juleønskerne            | 6. november 2014   |
| 7      | "Juleønskerne"                   | "Merry Winter Wish"            | 14       | 12            | Juleønskerne            | 6. november 2014   |
| 8      | "Thomas og snemandsfesten"       | "Thomas and the Snowman Party" | 14       | 13            | Juleønskerne            | 6. november 2014   |
| 9      | "Jul på tågeøen"                 | "Merry Misty Island"           | 14       | 19            | Juleønskerne            | 6. november 2014   |
| 10     | "James nye lygte"                | "James in the Dark"            | 14       | 2             | Juleønskerne            | 6. november 2014   |
| 11     | "Snavset-pavset vasketøj"        | "Pingy Pongy Pick Up"          | 14       | 3             | Poff, sagde Thomas      | 5. februar 2015    |
| 12     | "Poff, sagde Thomas"             | "Pop Goes Thomas"              | 14       | 8             | Poff, sagde Thomas      | 5. februar 2015    |
| 13     | "At være, eller ikke være Percy" | "Being Percy"                  | 14       | 11            | Poff, sagde Thomas      | 5. februar 2015    |
| 14     | "Thomas' skøre dag"              | "Thomas' Crazy Day"            | 14       | 14            | Poff, sagde Thomas      | 5. februar 2015    |
| 15     | "Fut og fart"                    | "Jitters and Japes"            | 14       | 18            | Poff, sagde Thomas      | 5. februar 2015    |
| 16     | "Toby og den susende skov"       | "Toby and the Whistling Woods" | 14       | 5             | Vaklende hjul & fløjter | 11. juni 2015      |
| 17     | "Victor siger ja"                | "Victor Says Yes"              | 14       | 9             | Vaklende hjul & fløjter | 11. juni 2015      |
| 18     | "Flyvende jobi-stammer"          | "Jumping Jobi Wood!"           | 14       | 15            | Vaklende hjul & fløjter | 11. juni 2015      |
| 19     | "Thomas og Scruff"               | "Thomas and Scruff"            | 14       | 16            | Vaklende hjul & fløjter | 11. juni 2015      |
| 20     | "Åh, hvor ydmygende"             | "O the Indignity"              | 14       | 17            | Vaklende hjul & fløjter | 11. juni 2015      |

### Andre produktioner
Der er udgivet en række langfilm med en varighed på omkring 1 time. De udfolder et større og mere sindrigt plot, end der er tid og plads til i de normale 10-minutters afsnit fra TV-serien. De introducerer samtidig nye lokationer og karakterer, som efterfølgende vil indgå i TV-afsnittene.
En ikke udtømmende liste:
| Produktion              | Dansk DVD-udgivelse | Original titel                      | Original premiere  | Netflix | iTunes (Apple) |
| ----------------------- | ------------------- | ----------------------------------- | ------------------ | ------- | -------------- |
| Jernbanens store helt   | 2. november 2010    | Hero of the Rails                   | 8. september 2009  | Nej     | Køb/Leje       |
| Fanget på Tågeøen       | 1. november 2011    | Misty Island Rescue                 | 11. oktober 2010   | Nej     | Køb/Leje       |
| Dieselernes dag         | 6. november 2012    | Day of the Diesels                  | 17. september 2011 | Nej     | Køb/Leje       |
| Mysteriet på Blåbjerget | 7. maj 2013         | Blue Mountain Mystery               | 3. september 2012  | Nej     | Nej            |
| Jernbanens Konge        | 1. maj 2014         | King of the Railway                 | 2. september 2013  | Nej     | Køb/Leje       |
| En historie om mod      | 6. november 2014    | Tale of the Brave                   | 1. september 2014  | Nej     | Køb/Leje       |
| -                       | -                   | Sodor's Legend of the Lost Treasure | 17. juli 2015      | -       |                |
| -                       | -                   | The Great Race                      | (2016)             | -       |                |
| -                       | -                   | Journey Beyond Sodor                | (2017)             | -       |                |

## Danske Stemmer
- Anders Holm Mortensen
- Annevig Schelde Ebbe
- Caspar Phillipson
- Christian Damsgaard
- Christiane Bjørg Nielsen
- Daniel Lenz
- Daniel Vognstrup Jørgensen
- Elias Strube
- Emma Sehested Høeg
- Helene Wolhardt Moe
- Jesper Voetmann
- Jette Sievertsen
- Karoline Munksnæs Hansen
- Kasper Leisner
- Lars Mikkelsen
- Lars Vognstrup
- Laurits Laursen
- Lucas Lomholt Eriksen
- Mads Haaber
- Marie Schjeldal
- Mathias Klenske
- Mia Aunbirk
- Niels Weyde
- Niels-Martin Eriksen
- Nis Bank-Mikkelsen
- Ole Rasmus Møller
- Oliver Berg
- Olivia-Maria Asmund Davidsen
- Povl Dissing
- Sigurd Holmen Le Dous
- Sigurd Philip Dalgas
- Silja Lucia Poss Laursen
- Sune Svanekier
- Søren Ulrichs
- Tara Toya
- Tillie Bech
- Tommy Kenter
- Torbjørn Hummel
- Trine Glud
- Troells Walther Toya
- Vigga Voetmann
- Vika Dahlberg Hansen

## Produktion

### TV-serie Sæson 1-12
Frem til 2009 blev serien optaget baseret på en stor modelbane, bygget i produktionsstudierne i England. 
På dansk fortalt af Povl Dissing (Sæson 1-4 og igen sæson 8-12) og Tommy Kenter (Sæson 5-7).

### TV-serie Sæson 13 og frem
Fra 2009 bliver serien produceret som animationsfilm. Den bliver produceret af Nitrogen Studios i Canada.
Fortalt af Povl Dissing (Sæson 13-17) og Lars Mikkelsen (Fra sæson 18).
Der sendes i perioder et afsnit hver dag som en del af morgenfladen på DR Ramasjang